# NGC 5168
NGC 5168 est un amas ouvert situé dans la constellation du Centaure. Il a été découvert par l'astronome britannique John Herschel en 1835.
Selon la classification des amas ouverts de Robert Trumpler, cet amas renferme moins de 50 étoiles (lettre p) dont la concentration est forte (I) et dont les magnitudes se répartissent sur un grand intervalle (le chiffre 3). Toutefois, selon le catalogue Lynga, la classification de cet amas est I2m :b, ce qui signifie qu'il renferme entre 50 e 100 étoiles, dont les magnitudes se répartisse sur un intervalle moyen. Lynga indique aussi que l'amas renferme 50 membres. L'amas fait partie d'un double amas (:b)

## Observation
Avec une magnitude visuelle de 9,1, on peut observer l'amas avec des jumelles dont l'ouverture est de 60 à 70 mm.

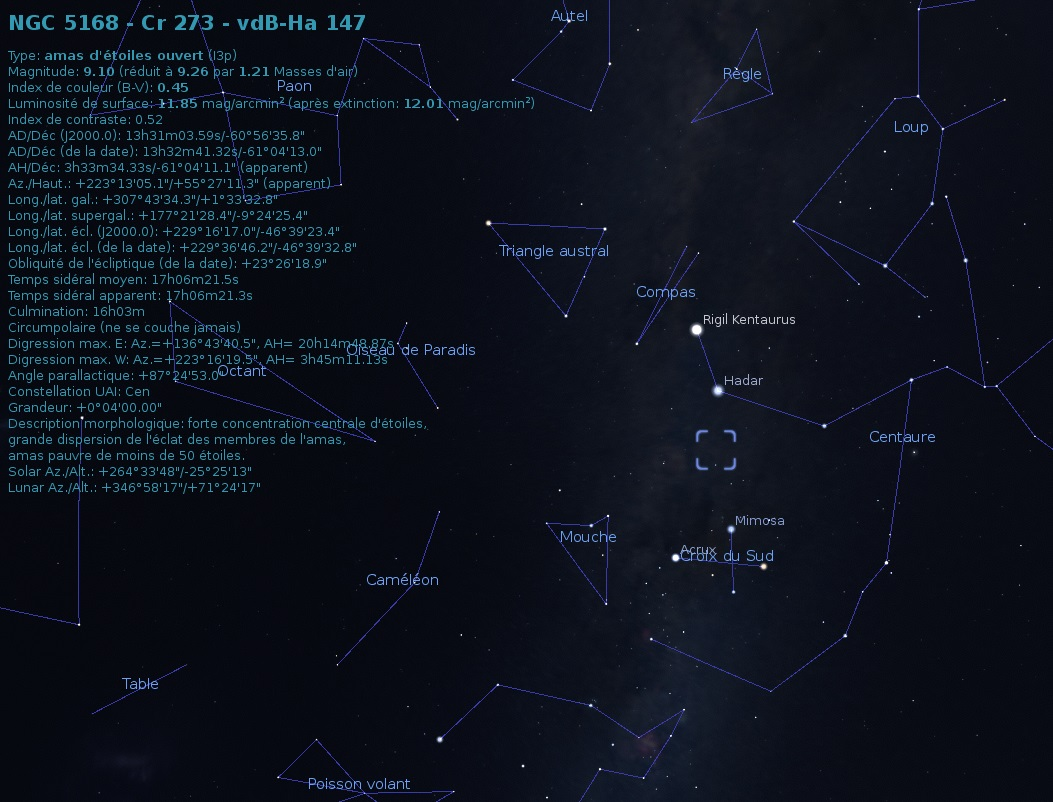
Localisation de NGC 5168 dans la constellation du Céphée. (Stellarium)

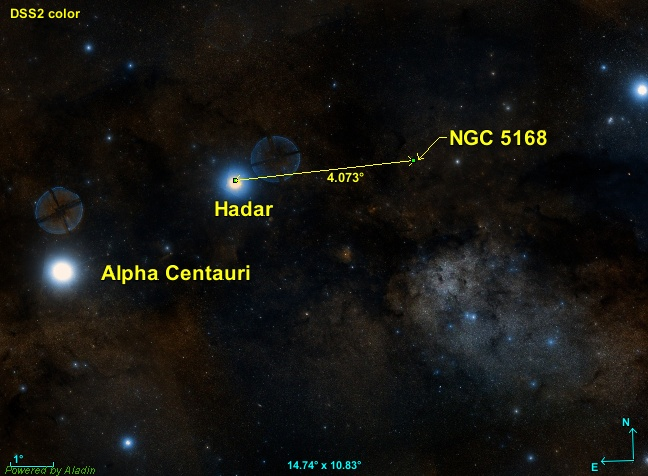
Position de NGC 5168 par rapport une étoile du Céphée.

NGC 5168 est situé à environ 4,1 degré au nord-ouest de d'Hadar (Beta Centauri).

## Caractéristiques
Certaines caractéristiques apparaissent sur la base de données Simbad, mais une publication très récente (2023) basée sur les mesures de la parallaxe par le satellite Gaia a permis une mise à jour importante des données. Les données du « GAIA EARLY DATA RELEASE 3 (GAIA EDR3) » ont également permis aux auteurs (Almeida, Monteiro et Dias) de cette publication d'estimer la masse de 773 amas ouverts, dont celle de NGC 5168 qui est de 795 ± 159 {\displaystyle M_{\odot }}.

### Distance
Selon Almeida et ses collègues, cet amas est à 2 554 ± 86 pc du système solaire.
La parallaxe moyenne des étoiles de l'amas a été obtenue des mesures effectuées par le satellite Gaia. Cinq valeurs différentes publiées dans de récents articles (2018 à 2021) sont indiquées sur la base de données Simbad : 0,297 ± 0,037 0 mas, 0,275 ± 0,071 0 mas, 0,280 ± 0,069 mas, 0,280 ± 0,005 mas et 0,280 ± 0,069 mas. La moyenne de ces valeurs et de leur incertitude est égale à 0,282 4 ± 0,050 2, ce qui correspond à une distance de 3 541 +766
−534 pc. Considérant les incertitudes de cette valeur, cette distance est compatible avec celle propoposée par Almeida et ses collègues.

### Taille
Selon les sources, la taille de l'amas est comprise entre 4,0', et 5,3',. Grâce à un calcul simple on peut trouver la taille réelle de l'amas. En utilisant la plus grande taille apparente et la plus grande distance, on obtient la taille réelle maximale soit 21,66 al. De même en utilisant la plus petite taille apparente et la plus petite distance, on obtient la plus petite taille réelle, soit 11,41 al. De ces deux valeurs, on déduit que la taille de l'amas est égale à 11,3 ± 2,1 al.

### Vitesse
Simbad indique trois vitesse publié entre 2018 et 2024. Les valeurs de celles-ci sont −10,15 ± 9,44 km/s, −118,672 ± 0,886 km/s et −34,38 ± 0,6 km/s.

### Métallicité
La métallicité indiquée sur Simbad est de 0,080. Selon cette valeur, le pourcentage d'éléments lourds (plus lourd que l'hydrogène et l'hélium) de cet amas est de 120% (100,080) de celui du Soleil.
Almeida et ses collègues proposent une valeur de 0,099 ± 0,049. Selon cette valeur, le pourcentage d'éléments lourds de cet amas serait compris entre 112% et 141% (100,099 ± 0,049) de celui du Soleil.

### Âge
La base de données WEBDA ainsi que le catalogue Lynga indiquent un âge donné par log10=8,001,, ce qui équivaut à 100 Ma.

### Mouvement propre
Simbad indique sept couples de valeurs pour le mouvement propre de l'amas, dont cinq très semblables qui proviennent d'articles publiés entre 2017 et 2020. Les sixième et septième couples provenant d'articles publiés en 2017 et en 2014 sont totalement différents et très imprécis, comme c'est souvent le cas pour les auteus de ces deux publications. Les cinq premières valeurs en ascension droite et en déclinaison sont :
- −4,146 ± 0,063 mas/an et −1,443 ± 0,063 mas/an[11]
- −4,112 ± 0,122 mas/an et −1,474 ± 0,144 mas/an[12]
- −4,131 ± 0,091 mas/an et −1,478 ± 0,122 mas/an[13]
- −4,131 ± 0,010 mas/an et −1,478 ± 0,010 mas/an[7]
- −4,131 ± 0,091 mas/an et −1,478 ± 0,122 mas/an[14]
- −7,063 ± 2,240 mas/an et −1,415 ± 2,425 mas/an[17]
- −3,85 ± 3,17 mas/an et −3,05 ± 3,72 mas/an[18]

Le mouvement propre moyen obtenu des cinq premières valeurs en ascension droite et en déclinaison est égal à −4,130 ± 0,075 mas/an et −1,470 ± 0,092 mas/an.

## Étoile
Simbad montre aussi un bouton nommé Children. En cliquant sur ce bouton, on atteint une section de cette base de données qui renferme un tableau contenant 239 entrées pour NGC 5168. Cependant, des étoiles (les Children) peuvent apparaître plusieurs fois dans la deuxième colonne du tableau, d'où le nombre de liens bibliographiques qui est supérieure au nombre d'étoiles. La quatrième colonne de ce tableau indique la probabilité que l'étoile appartienne à l'amas. En cliquant sur le titre de cette colonne, on peut classer la probabilité par ordre croissant ou décroissant. En cliquant sur la désignation de l'étoile, on atteint la page de Simbad qui résume ses propriétés.
Selon Llorente et Morales-Morales-Durán, NGC 5168 renferme  au moins une étoile traînarde bleue qui n'est pas identifiée dans l'article.